# Жа Жа Габор
Жа Жа Габор (енгл. Zsa Zsa Gabor; Будимпешта, 6. фебруар 1917 — Лос Анђелес, 18. децембар 2016) била је мађарско-америчка филмска, позоришна и телевизијска глумица. До 1932. године играла је у једном бечком позоришту, а 1936. године побеђује на избору за Мис Мађарске. Пет година касније одлази у Америку, где почиње филмску каријеру. Већу популарност од филмова донели су јој буран љубавни живот и чињеница да се удавала девет пута, због чега је ушла у Гинисову књигу рекорда као једна од три глумице са највише бракова. Жа Жа је говорила да је одувек волела мушкарце који умеју да се опходе и причају са женама, и да јој њихова мишићавост никада није била битна.

## Живот у Европи
Жа Жа је рођена као Шари Габор 1917. године у Будимпешти, која је тада била део Аустроугарске монархије. Била је средња од три кћерке Жоли Габор (1896—1997). Школу је завршила у Швајцарској. У Бечу, 1936. године, упознаје се са оперским певачем Рихардом Таубером, који је позива да пева у његовој оперети Der singende Traum. Пошто је опера била веома успешна, Шари наставља да наступа у бечким позориштима. Исте године се пријављује на избор за Мис Мађарске и осваја прво место. За време рата 1944. године, Жолини родитељи гину у бомбардовању Будимпеште, док она са кћеркама одлази у САД, где Шари (под именом Жа Жа Габор) и њена млађа сестра Ева, почињу каријеру у Холивуду.

## Филмска каријера
Жа Жа је играла споредне улоге у неколико ТВ–серија, пре него што је потписала уговор са Метро-Голдвин-Мејером и добила прву филмску улогу у мјузиклу Lovely to Look at 1952. Исте године глумила је у комедији Нисмо венчани, поред Џинџер Роџерс и у драми Мулен Руж – свом најпознатијем филму. Већ тада је достигла врхунац у каријери, јер иако је наставила да добија бројне понуде, биле су то мање или споредне улоге. Неки од филмова у којима је играла педесетих су Лили, 3 Ring Circus, Death of a Scoundrel и The Man Who Wouldn't Talk.
За Жа Жу Габор се говорило да је персонификован гламур, да је улетела у високо друштво као да је пала са неба. Габорова је водила живот типичне холивудске звезде – гламурозан и скандалозан. Од седамдесетих па до краја деведесетих када се повукла, појављивала се на филмовима и у серијама, играјући или пародирајући себе, као ексцентричну, платинасту холивудску заводницу из педесетих.
Године 1958. добила је награду Златни глобус за посебно достигнуће, а 1960. своју звезду на Холивудској стази славних. Објавила је четири књиге "Моја прича" (My Story,1960), "Водич за мушкарце" (Complete Guide to Men, 1969), "Како ухватити, задржати и отарасити се мушкарца" (How to Catch a Man, How to Keep a Man, How to Get Rid of a Man, 1970) и "Један живот није довољан" (One Lifetime Is Not Enough,1991).

## Приватан живот

### Списак Жа Жиних супруга
- Бурхан Асаф (1937–1941) (развели се)
- Конрад Хилтон (1942–1947) (развели се)
- Џорџ Сандерс (1949–1954) (развели се)
- Херберт Хатнер (1962–1966) (развели се)
- Џошуа С. Косден Млађи (1966–1967) (развели се)
- Џек Рајан (1975–1976) (развели се)
- Мајкл О’Хер (1976–1983) (развели се)
- Фелипе од Албе (1983–1983) (поништен)
- Фредерик Принц фон Анхалт (1986 – 2016)

Из брака са Конрадом Хилтоном, Жа Жа има кћерку Франческу Хилтон (1947—2015).
Године 1973. купила је пространу кућу на Бел Еру, предграђу Лос Анђелеса, за 280.000 долара. Кућу је 1955. саградио Хауард Хјуз у француском стилу, а једно време је била власништво Елвиса Прислија. Током 70-их и 80-их година Габорова је ту организовала бројне забаве са истакнутим особама као гостима попут британске краљице Елизабете, председника Регана и Буша, Хенрија Кисинџера, Елизабет Тејлор, Френка Синатре и Арнолда Шварценегера. Због неисплативости одржавања кућа је 2011. стављена на продају за 15 милиона долара, да би следеће године била понуђена са промењеном ценом. Коначно је продата 2013. за 11 милиона уз услов да Габорова може живети у њој до краја живота.
Осуђена је на три дана затвора, новчану казну и друштвено-користан рад због напада на полицајца који ју је зауставио због саобраћајног прекршаја на Беверли Хилсу. Инцидент се догодио 1989. и био је пропраћен великом пажњом јавности и медија.

### Здравствени проблеми
Године 2002. Габорова је доживела саобраћајну несрећу те је неколико недеља провела у болници јер је била делимично парализована. Три године касније доживела је мождани удар и била подвргнута операцији како би биле отклоњене артеријске блокаде. Године 2007. опет је била хоспитализована због компликација насталих услед инфекције током операције из 2005. године. У јулу 2010. збринута је због пада. Лекари су јој заменили кук и извадили бројне угрушке крви. Иако је веома брзо пуштена на кућно лечење, била је у јако лошем стању. У јануару следеће године, када јој је ампутирана нога, објављено је да је Жа Жа Габор била у веома критичном стању из ког се једва извукла. Осамнаестог маја 2011. године Габорова је смештена у болницу због унутрашњег крварења. Била је у коми шест дана. Поново је завршила у болници 9. октобра исте године, када је супруг затекао у бесвесном стању, са веома високом температуром. Фебруара 2016, два дана после свог 99. рођендана, поново је примљена у болницу у Лос Анђелесу због отежаног дисања. Установљена јој је инфекција плућа па је неопходна операција која ће накнадно бити заказана. Преминула је 18. децембра 2016. године, два месеца пре свог стотог рођендана.